# Seytroux
Seytroux es una comuna francesa situada en el departamento de Alta Saboya, en la región de Auvernia-Ródano-Alpes.

## Demografía
| 297 | 302 | 271 | 265 | 283 | 285 | 520 |
| Para los censos de 1962 a 1999 la población legal corresponde a la población sin duplicidades (Fuente: INSEE [Consultar]) |     |     |     |     |     |     |